# ペドロ・ヴィクトル・デウミノ・ダ・シウバ
ペドリーニョ（Pedrinho）ことペドロ・ヴィクトル・デウミノ・ダ・シウバ（Pedro Victor Delmino da Silva, 1998年4月13日 - ）は、ブラジル・マセイオ出身のサッカー選手。FCシャフタール・ドネツク所属。ポジションはミッドフィールダー。

## 経歴
2012年からECヴィトーリアのユースチームに入団し、翌年SCコリンチャンス・パウリスタユースに移籍した。2017年3月19日、アソシアソン・フェロヴィアリア・ジ・エスポルテス戦でプロデビューを果たした。
2020年3月11日、SLベンフィカと5年契約を結んだことが発表された。移籍金は2000万ユーロ、契約解除金は1億2000万ユーロに設定された。移籍市場が再開するまではSCコリンチャンス・パウリスタでプレーを続ける。
2021年6月13日、FCシャフタール・ドネツクと5年契約を結んだことが発表された。

## タイトル
クラブ
SCコリンチャンス・パウリスタ
- カンピオナート・ブラジレイロ・セリエA: 2017
- カンピオナート・パウリスタ: 2017, 2018